# SN 2001db
SN 2001db – supernowa typu II odkryta 9 stycznia 2001 roku w galaktyce NGC 3256. Jej maksymalna jasność wynosiła 16,27m.